# Langelot
Cet article possède des paronymes, voir Angelot et Lancelot.
Pour le personnage, voir Langelot (personnage).
Langelot est une série française de quarante romans d'espionnage pour la jeunesse écrite par le Lieutenant X — pseudonyme de Vladimir Volkoff — et publiée de 1965 à 1986 aux éditions Hachette dans la collection Bibliothèque verte. Depuis 1992, la série est rééditée aux éditions du Triomphe.
La série relate les aventures d'un orphelin devenu agent secret à dix-huit ans. L'appellation Langelot lui sert à la fois de prénom et de nom.

## Liste des titres
Les dates correspondent à la première parution dans la collection Bibliothèque verte (la série a été rééditée dans les années 2000 aux Éditions du Triomphe sous le nom de Vladimir Volkoff et la numérotation a un peu changé).
1. Langelot agent secret (1965)
2. Langelot et les Espions (1966)
3. Langelot et le Satellite (1966)
4. Langelot et les Saboteurs (1966)
5. Langelot et le Gratte-Ciel (1967)
6. Langelot contre Monsieur T (1967)
7. Langelot pickpocket (1967)
8. Une offensive signée Langelot (1968)
9. Langelot contre 6 (1968)
10. Langelot et l'Inconnue (1968)
11. Langelot et les Crocodiles (1969)
12. Langelot chez les Pa-pous (1969)
13. Langelot et les Cosmonautes (1970)
14. Langelot suspect (1970)
15. Langelot et le Sous-Marin jaune (1971)
16. Langelot mène la vie de château (1971)
17. Langelot et la Danseuse (1972)
18. Langelot et l'Avion détourné (1972)
19. Langelot fait le malin (1972)
20. Langelot et les Exterminateurs (1973)
21. Langelot fait le singe (1974)
22. Langelot et le Fils du roi (1974)
23. Langelot kidnappé (1975)
24. Langelot et la Voyante (1975)
25. Langelot à la Maison-Blanche (1976)
26. Langelot sur la Côte d'Azur (1976)
27. Langelot sur l'Île déserte (1977)
28. Langelot et le Plan Rubis (1977)
29. Langelot chez le Présidentissime (1978)
30. Langelot passe à l'ennemi (1978)
31. Langelot garde du corps (1979)
32. Langelot en permission (1979)
33. Langelot gagne la dernière manche (1980)
34. Langelot mauvais esprit (1980)
35. Langelot contre la marée noire (1981)
36. Langelot et la Clef de la guerre (1982)
37. Langelot et le Général kidnappé (1983)
38. Langelot aux arrêts de rigueur (1984)
39. Langelot et le commando perdu (1985)
40. Langelot donne l'assaut (1985)

Une note de bas de page dans Langelot contre 6 (1968) mentionne par erreur un Langelot fait de la coopération, ce qui ne peut être que le titre primitif de Langelot et l'Inconnue. Dans le même volume, une autre note de bas de page transforme Une offensive signée Langelot en Une opération signée Langelot.

## Développement
Vladimir Volkoff, officier de renseignement, commence a écrire Langelot en 1965 pour la Bibliothèque verte. Il utilise le pseudonyme de « Lieutenant X » jusqu'en 1986 et ne dévoile sa véritable identité que vers la fin de sa vie, au début des années 2000, lors de la réédition des Langelot aux éditions du Triomphe. Ces rééditions affichent son véritable nom.
En mai 1971, avec quinze titres, les ventes du roman dépassent le million d'exemplaires. Selon Lydwine Helly, la série aurait apporté à son auteur une « autonomie financière ».

## Illustrations
Maurice Paulin est l'illustrateur de la série jusqu'en 1980 et au trente-deuxième tome (ou mission) : Langelot garde du corps.
Robert Bressy prendra la relève, à compter de Langelot contre la marée noire, donnant au personnage de Langelot un visage plus rond, plus poupin que celui créé par Paulin.
À partir de 1980 et du trente-quatrième titre (Langelot mauvais esprit), la carte d'agent secret de Langelot figure sur les couvertures.
L'édition 1984 de Langelot contre 6 chez Hachette, dans la collection Bibliothèque verte, propose des illustrations de Felicisimo Coria et de Pierre-Olivier Vincent.
Lors de la réédition de la série aux éditions du Triomphe, les illustrations d'origine sont remplacées par des dessins de Laurent Bidot et de Marie-Marthe Collin. Certaines illustrations de couvertures sont attribuées à « A. Malinowski ».

## Personnages principaux

### Héros et alliés
- Langelot : dix-huit ans, orphelin de père et de mère à la suite d'un accident d'avion[11]. Il sert comme officier (avec le grade de sous-lieutenant) d'un service de renseignement français intitulé Service national d'information fonctionnelle (SNIF) qui a pour devise : « Solitaires mais solidaires ». Son service au sein du SNIF est la protection, des personnes ou des secrets nationaux.
- Montferrand : capitaine, chef direct de Langelot, il commande la section « Protection » (contre-espionnage) du SNIF. C'est l'un des trois adjoints directs du SNIF, le général commandant le service. Il éprouve des sentiments paternels à l'égard de Langelot, qu'il a directement recruté et pour partie formé. Issu de l'École spéciale militaire de Saint-Cyr[12], il est âgé d'environ 45 ans. Ses cheveux sont de couleur gris fer coupés en brosse et il porte une prothèse à la place d'une jambe perdue au combat. Marié et père de quatre enfants, il habite au numéro 8 de la rue Fantin-Latour [13]. Son nom de couverture est Roger Noël.
- Le professeur Roche-Verger (dit « Propergol » par allusion à son travail sur les fusées et engins balistiques) : à la fois chimiste et mathématicien, il est ancien élève de l'École polytechnique. Amateur de devinettes ; proche de Langelot, ils se font entière confiance. Le prénom du professeur n'est pas cité. Le professeur est le seul, avec Langelot, à faire de l'humour et de la provocation.
- Hedwige Roche-Verger (dite « Choupette ») : la fille du professeur Roche-Verger. Âgée de dix-sept ans[14], c'est la meilleure amie de Langelot.

- SNIF  (surnom du général Ixe). Chef du SNIF (Service National d'Information Fonctionnelle). Presque personne ne connaît son visage ni son nom, qui n'est pas mentionné. Il n'apparaît pas en face à face et communique par un écran de télévision qui lui permet de voir sans être vu. Il se trouve en face de Langelot dans Langelot kidnappé, mais dans la nuit. Dans Langelot agent secret, le premier roman de la série, son grade n'est pas mentionné. Dans Corinne : Première Mission, premier de cette série (édité en 1981, mais chronologiquement juste après Langelot agent secret), SNIF est général [15]. Dans Langelot et les Exterminateurs  le chef du SNIF est doté du grade de colonel[16]. Dans Langelot kidnappé, trois romans après les Exterminateurs, il est général deux étoiles[17].
- Le commissaire divisionnaire Didier : patron d'un service de la Direction de la Surveillance du territoire, la DST, unité de police chargée de protection intérieure. Sûr de lui, mais dépassé par les évènements, il ne peut que constater que Langelot a résolu le problème à sa place.
- Corinne Levasseur : camarade de promotion à l'école du SNIF et amie de Langelot. Aspirant, elle est affectée à la section « Renseignements » du SNIF. Elle se nomme en réalité Delphine Ixe et est la fille du général Ixe, par ailleurs chef du SNIF[18]. Elle prend part à certaines missions de Langelot, notamment dans Langelot gagne la dernière manche.
- Gaspard : collègue et camarade de Langelot. Aspirant, il aime beaucoup se déguiser pour ses missions.
- Pierrot (dit « La Marmite ») : de son vrai nom Pierre Touzier, lieutenant à la section « Action » du SNIF, ami de Langelot ; il possède une force herculéenne.
- Charles et Alex : deux lieutenants, agents plus expérimentés de la section « Protection » du Service, qui s'amusent à taquiner le jeune Langelot. Ils interviennent en particulier dans Langelot et les Espions et Langelot pickpocket.
- Mistigri : de son vrai nom Gersende d'Holbach, cette agent du SNIF, également aspirant, est très sensible au charme de Langelot[19]. Elle n'a que peu d'indulgence pour les filles minces ou maigres étant « plutôt ronde elle-même » [20].
- Mousteyrac (dit « Cavalier seul ») : capitaine expérimenté, forte tête du service ; imbu de son grade, il ne supporte ni l'audace de Langelot, ni de travailler en équipe.
- Phil Laframboise : capitaine de la gendarmerie royale du Canada ; ami de Langelot.
- Lucia Cinquegrana : inspectrice de la police italienne, à Rome.
- De Rougeroc : général Chef du BING (Bataillon d’INtervention Général).

### Antagonistes
- Monsieur T : de son vrai nom Thomas Torvier, a étudié à l'École polytechnique, en même temps que le professeur Roche-Verger. Major de leur promotion, il a passé quelque temps en recherches communes avec le professeur Roche-Verger, avant de voyager seul, notamment en Australie. Victime d'une explosion, devenu cul-de-jatte et brutal, il utilise la science comme instrument de domination.
- Le colonel Chibani : officier supérieur d'un pays africain voisin du pays fictif de Côte d'Ébène.
- Le capitaine Cordovan (alias Jacques Corsetier) était capitaine au Deuxième Bureau de l'État-Major des Armées avant de passer au service du Pays Noir, une dictature d'Europe de l'Est.
- Patroclas : milliardaire, pseudo philanthrope, affilié au SPHINX.
- Sidney la gélatine : l'un des administrateurs de l'organisation d'espionnage industriel SPHINX.

## Thèmes majeurs

### Lutte contre les dictatures
Cette section ne s'appuie pas, ou pas assez, sur des sources secondaires ou tertiaires indépendantes du sujet. Le texte peut contenir des analyses inexactes ou inédites de sources primaires.
Pour l'améliorer, ajoutez-en, ou placez des modèles {{Source secondaire souhaitée}} ou {{Source secondaire nécessaire}} sur les passages mal sourcés. (janvier 2025)
Sous la plume du Lieutenant X, Vladimir Volkoff transpose, au fil des missions confiées à son héros, l’activité d'un service secret français de l’époque (tel que le SDECE ou la DGSE, plus près de nous), ainsi que des thèmes classiques de l’espionnage.
Malgré sa naïveté apparente, Langelot triomphe au cours de ses aventures, de méchants espions (Cordovan, le colonel Chibani), de savants fous (Monsieur T), de criminels internationaux (Sidney la Gélatine), de personnages démoniaques (Patroclas) et d'organisations malfaisantes (le BIDI, le SPHINX).
Des pays de l’Est - le rideau de fer sépare alors les pays communistes des pays d'Europe de l'Ouest, tel que le petit pays totalitaire européen désigné sous le code de « 4584 » ou « Pays Noir », montent des réseaux d'espionnage qui prennent la couverture d'une troupe de ballet (Langelot et la Danseuse) ou s'appuient sur des agents doubles comme le capitaine Sourcier (Langelot suspect) ou le traître capitaine Cordovan (Jacques Corsetier, ex-officier du Deuxième Bureau). Ce dernier, après avoir fomenté un coup d'État contre la France (le plan Rubis), voudrait rallier Langelot à sa cause (Langelot passe à l'ennemi), puis le manipuler pour recouvrer sa liberté.
La toute-puissance des multinationales défendant sans aucun scrupule leurs intérêts financiers est également dénoncée lorsque Langelot combat le SPHINX. Cette organisation mafieuse est notamment personnifiée, dans divers épisodes, par le milliardaire Sidney la gélatine, l'un de ses dirigeants ou administrateurs.

### Protection de secrets scientifiques
Langelot agit dans une société dans laquelle s'installe la modernité. La préservation des secrets technologiques, notamment à finalités militaires, est déterminante.
Langelot protège sous les ordres du capitaine Montferrand, les fusées, satellites, et secrets scientifiques du professeur « Propergol » (dont la fille Hedwige, surnommée Choupette, devient la meilleure amie de Langelot). Chibani, colonel d'un « pays africain, peuplé de Blancs » menace les alliés africains de la France (possible allusion à la Libye de Mouammar Kadhafi, à nuancer car il est clair, en particulier dans Langelot kidnappé, que le Colonel Chibani n'est pas un chef d'État).
La rivalité entre les puissances officiellement alliées (Royaume-Uni, États-Unis, Italie, ou Allemagne de l'Ouest) prend un tour cocardier (Langelot et les Espions, Langelot contre 6). La jeunesse idéaliste molle, estudiantine et chevelue, des années hippie, est résolument moquée, notamment dans les romans des années soixante et soixante-dix, pour être régénérée par la gaieté, par le goût de l’action et de l’engagement patriotique (Langelot et l'Inconnue en 1968, ou Langelot pickpocket, en 1967). L'« entente cordiale » entre les puissances alliées est aussi mise en valeur (Langelot et les Saboteurs, Langelot contre Monsieur T). L'Amérique du Nord, où Volkoff vécut et travailla plus de dix années, est abondamment illustrée par plusieurs épisodes de la série : Langelot et le Gratte-Ciel en 1967, Langelot et les Cosmonautes paru en 1970 ou encore Langelot et les Exterminateurs publié en 1973, voire par contraste, dans Langelot mène la vie de château, qui s'intercale en 1971.

### Manipulation contre les manipulations
Le trait distinctif des histoires de Langelot, et de Langelot lui-même, réside dans l'efficacité de ses initiatives personnelles à la limite de la désobéissance. Cette constante lui donne une puissante faculté pour déjouer les manipulations (thème préféré de Volkoff). Ayant découvert tôt la guerre psychologique, marqué par la Guerre d'Algérie, lecteur de Sun Tzu et analyste de la culture de la duperie que celui-ci promeut, Volkoff place les manipulations au centre de chaque mission de Langelot.
Chaque mission démontre que les apparences peuvent s'avérer trompeuses : les innocents sont suspectés, les bandits paraissent innocents ; les situations semblent claires, puis se retournent.

## Psychologie
Cette lutte contre les dictatures se double d'un corollaire, qui est l'irrévérence fréquente de Langelot envers tout personnage obtus et autoritaire. Ainsi le gangster M. Gerdin, ancien commissaire de police, devient-il dans la bouche de Langelot, M. Gredin. Le commissaire Didier « souffle comme un phoque ». Le Capitaine Mousteyrac ne voit pas toujours ses ordres respectés. En cela, la série fait primer l'intelligence sur la force[réf. nécessaire].
Dans cette voie, son espièglerie et sa fantaisie différencient également Langelot des héros d'autres romans d'espionnage[réf. nécessaire]. Elles lui permettent de s'entendre à merveille avec le professeur Propergol, lui-même fervent amateur de devinettes, et de se tirer des plus mauvais pas en jouant des tours à sa façon à ses ennemis (Langelot suspect, Langelot mauvais esprit). En revanche, son « cœur d'artichaut » conduit le héros à certaines imprudences (Langelot contre Monsieur T, Langelot kidnappé).
Outre ses scénarios où se mêlent aventure, enquête et suspense, la série se caractérise en partie par ses notes d'humour[réf. nécessaire], dont font les frais certains personnages qui se prennent trop au sérieux (comme le commissaire Didier de la DST, service français souvent rival du SNIF). On trouve des devinettes à la fois sur le fond et sur la forme ; des charades, calembours ou termes à double sens, comme dans Une offensive signée Langelot (« ce n'est qu'une affaire de révolutions » où le mot "révolutions" concerne à la fois les émeutes et les circonvolutions d'un satellite).
Volkoff y voit la preuve d'une modestie qu'il élève au niveau d'une philosophie de vie (« le copain Torvier, il n'aimait pas les devinettes … résultat, dictateur universel »)[réf. nécessaire].
Il y a toujours, enfin, la rencontre d'une jolie héroïne, à qui il doit d'abord masquer son jeu dans l'intérêt de sa mission, puis dont il se fait une alliée. Ainsi Corinne Levasseur, dans le premier opus Langelot Agent Secret. Puis Choupette Roche-Verger, qui sera une des rares héroïnes à revenir, notamment dans les volumes où apparaît Monsieur T ; la fine agente anglaise Clarisse Barlow, dans Langelot et les Saboteurs ; la joyeuse Grisélidis Vadebontrain dans Langelot et le gratte-ciel.
Le héros, après moult épreuves, s'en sort toujours à la fin.

## Structure narrative
Cette section ne s'appuie pas, ou pas assez, sur des sources secondaires ou tertiaires indépendantes du sujet. Le texte peut contenir des analyses inexactes ou inédites de sources primaires.
Pour l'améliorer, ajoutez-en, ou placez des modèles {{Source secondaire souhaitée}} ou {{Source secondaire nécessaire}} sur les passages mal sourcés. (janvier 2025)
Les structures des missions présentent des caractères constants, notamment :
- une énigme principale, généralement formulée dès le début ;
- une prolifération rapide de pistes secondaires détaillées s'avérant sans intérêt majeur (des personnages secondaires interviennent souvent dans l'intrigue d'un seul roman et collaborent spontanément à la mission de Langelot pour des motivations qui leur sont propres) ;
- un moment de grand abattement, durant lequel la mission semble irrémédiablement manquée (Langelot se prépare maintes fois à donner sa démission) ;
- un trait d'intuition et/ou de raisonnement de Langelot, qui ouvre une solution inattendue et un scénario d'action encouragé par un collectif rassemblé par Langelot ; elle révèle un "retournement" (thème majeur de l'oeuvre de Volkoff) qui permet de comprendre le plan de l'adversaire ;
- à partir d'une "initiative", qui s'appuie sur les personnages secondaires, Langelot construit un plan d'action qui implique un "contre retournement" surprenant et neutralisant l'adversaire ;
- une fin heureuse, qui couronne le succès de la mission.

La matière de chaque roman semble régulièrement puisée dans l'actualité : la marée noire en Bretagne pour Langelot contre la marée noire, l'enlèvement d'un général américain pour Langelot et le Général kidnappé, la visite de souverains à Versailles dans Langelot et le Fils du roi, les transfuges de pays communistes dans Langelot et la Danseuse ou encore un dictateur africain pour Langelot chez le Présidentissime.

## Langelot contre le SPHINX
Cette section ne s'appuie pas, ou pas assez, sur des sources secondaires ou tertiaires indépendantes du sujet. Le texte peut contenir des analyses inexactes ou inédites de sources primaires.
Pour l'améliorer, ajoutez-en, ou placez des modèles {{Source secondaire souhaitée}} ou {{Source secondaire nécessaire}} sur les passages mal sourcés. (janvier 2025)
Au fil de ses aventures, Langelot lutte donc à onze reprises, explicitement, contre le SPHINX, présenté comme étant une organisation d'espionnage très puissante et très dangereuse, financée par des capitalistes sans scrupules. Elle est, en quelque sorte, le pendant du SPECTRE évoqué dans la série James Bond.
L'acronyme SPHINX signifie Société phynancière internationale X :

« Ils avaient baptisé cette conspiration la Société financière internationale.
L'un d'entre eux, ayant le sens du mystère, ajouta un X à la fin de cette dénomination qui lui paraissait un peu plate. Cela donna la Société financière internationale X. Un autre, qui avait lu Ubu roi, s'amusa à orthographier “phynancière” au lieu de “financière”. Un troisième, qui aimait les sigles et les allusions mythologiques, releva les initiales des mots ainsi obtenus. En trichant un peu, cela donnait SPHINX. »

Le SPHINX se présente comme l'archétype d'une structure d'espionnage industriel.
Langelot est confronté à plusieurs reprises à des représentants ou des dirigeants du SPHINX :
- Sidney « la Gélatine », l'un des sept dirigeants suprêmes du SPHINX ;
- Félix Sousse, marchand international d'armes ;
- Le commodore Burma, commandant du sous-marin d'intervention du SPHINX ;
- Patroclas, chef de missions.

Les romans mettant en scène Langelot aux prises avec le SPHINX sont, par ordre chronologique :
- Langelot chez les Pa-pous (1969)
- Langelot et les Cosmonautes (1970)
- Langelot et le Sous-Marin jaune (1971)
- Langelot mène la vie de château (1971)
- Langelot fait le malin (1972)
- Langelot et les Exterminateurs (1973)
- Langelot fait le singe (1974)
- Langelot en permission (1979)
- Langelot mauvais esprit (1980)
- Langelot et le commando perdu (1985)

Dans Langelot et la Clef de la guerre (1982), le SPHINX n'est pas nommé, mais le commanditaire du vol de la clef déclenchant le feu nucléaire français n'est autre que Félix Sousse, marchant d'armes affilié au SPHINX.
Présent dès 1969 et jusqu'aux toutes dernières missions, en 1985, le SPHINX n'est pas vaincu, au terme des missions connues de Langelot.

## Séries dérivées
Le Lieutenant X est également l'auteur d'une série d’espionnage dérivée de Langelot, destinée à être son pendant féminin. Son héroïne est Corinne, une amie et collègue de Langelot. Deux titres seulement ont paru : Corinne : Première Mission (1981) et Corinne et l'As de trèfle (1983).
Toujours dans la Bibliothèque verte, la série Larry J. Bash, qui connut un succès moindre, fut également publiée sous le nom de Lieutenant X.